# Raúl Medeiros
Raúl Carlos Medeiros Méndez (Santa Cruz de la Sierra, 2 febbraio 1975) è un ex calciatore boliviano, di ruolo centrocampista.

## Caratteristiche tecniche
Giocava come centrocampista offensivo.

## Carriera

### Club
Uscito dall'Academia Tahuichi, a Medeiros fu offerto un contratto dalla formazione svedese dell'Häcken. In Scandinavia non rimase a lungo: già verso la fine del 1995 era tornato in patria, al Blooming. Giocò la stagione 1996 con il Destroyers, altra compagine di Santa Cruz; nel 1997 scese in campo per 24 volte indossando i colori dell'Oriente Petrolero. Nel 1998 uscì per la prima volta da Santa Cruz per trasferirsi a Oruro, al San José; vi giocò il campionato, venendo schierato in 33 occasioni. Nel 1999 ebbe una breve esperienza al Guabirá di Montero, mentre nel 2000 fu al Wilstermann di Cochabamba. Tornò titolare all'Independiente Petrolero, nel corso dell'annata 2001. Nel 2004 rientrò all'Oriente Petrolero, dopo essere stato ceduto in prestito. Nel 2005 firmò per il Destroyers, ove rimase fino al 2007.

### Nazionale
Debuttò in Nazionale maggiore il 18 giugno 1995, in occasione dell'incontro amichevole di Valera con il Venezuela. Nello stesso anno venne incluso nella lista per la Copa América. In tale competizione, però, non fu mai impiegato.

## Palmarès

### Club

#### Competizioni nazionali
- Campionato boliviano: 1

Wilstermann: 2000